# Марсель Турньє
Марсель Люсьєн Турньє (фр. Marcel Lucien Tournier; 5 червня 1879, Париж — 18 травня 1951, там само) — французький арфіст, композитор, музичний педагог.
Син Джозефа Алексіса Турньє (1842—1920), майстра струнних інструментів. До 16 років навчався грі на фортеп'яно, проте потім вступив до класу Альфонса Гассельманса в Паризькій консерваторії. Рівночасно навчався і композиції у Шарля-Марі Відора. 1909 року Турньє став лавреатом Римської премії за кантату «Русалка» (фр. La Roussalka), 1912 року був запрошений зайняти місце Гассельманса в класі арфи Паризької консерваторії, професором якої залишався до 1948 року.
Композиторська спадщина Турньє включає широке коло симфонічної та камерної музики, особливо твори для арфи соло та в ансамблі.